# Rothleiten (Berg)
Rothleiten ist ein Gemeindeteil der Gemeinde Berg im Landkreis Hof (Oberfranken, Bayern).

## Geographie
Rothleiten befindet sich mit dem Ober- und Unterdorf auf der Kammlage des Frankenwaldes westlich von Berg mitten im Wald an der Straße nach Naila, an der ein größerer Steinbruch liegt. Im Dorf Rothleiten wohnten am 1. November 2012 insgesamt 89 Personen.